# Serik Konakbayev
Serik Konakbayev est un boxeur soviétique né le 25 octobre 1959 à Pavlodar au Kazakhstan.

## Carrière sportive
Il remporte aux Jeux olympiques d'été de 1980 à Moscou la médaille d'argent dans la catégorie de poids super-légers.

### Palmarès

#### Jeux olympiques
- Médaille d'argent en -63,5 kg aux Jeux de 1980 à Moscou, URSS

## Carrière politique
Membre du parti Nour Otan du président Noursoultan Nazarbaïev, Serik Konakbayev est élu une première fois député au Majilis, la chambre basse du Parlement du Kazakhstan, aux élections législatives kazakhes de 1999. Il est réélu en 2004 et en 2007, siégeant ainsi jusqu'en 2012,.